# Ainay-le-Vieil
Ainay-le-Vieil ist eine französische Gemeinde mit 191 Einwohnern (Stand: 1. Januar 2022) im Département Cher in der Region Centre-Val de Loire; sie gehört zum Arrondissement Saint-Amand-Montrond und zum Kanton Châteaumeillant. 

## Geographie
Ainay-le-Vieil liegt etwa 50 Kilometer südsüdöstlich von Bourges am Fluss Cher, der die Gemeinde im Norden und Osten begrenzt, sowie am begleitenden Canal de Berry. Das Gemeindegebiet wird auch vom Flüsschen Chadet durchquert, der im Norden in den Cher einmündet. Umgeben wird Ainay-le-Vieil von den Nachbargemeinden Drevant und Colombiers im Norden, Coust im Osten und Nordosten, Lételon im Osten, La Perche im Süden und Südosten, La Celette im Süden und Westen sowie Saint-Georges-de-Poisieux und La Groutte im Nordwesten.

## Bevölkerungsentwicklung
| Jahr                       | 1962 | 1968 | 1975 | 1982 | 1990 | 1999 | 2006 | 2018 |
| Einwohner                  | 306  | 245  | 193  | 182  | 170  | 198  | 194  | 188  |
| Quellen: Cassini und INSEE |      |      |      |      |      |      |      |      |

## Sehenswürdigkeiten
- Kirche Saint-Martin aus dem 13. Jahrhundert
- Schloss Ainay-le-Vieil, seit 1968 Monument historique

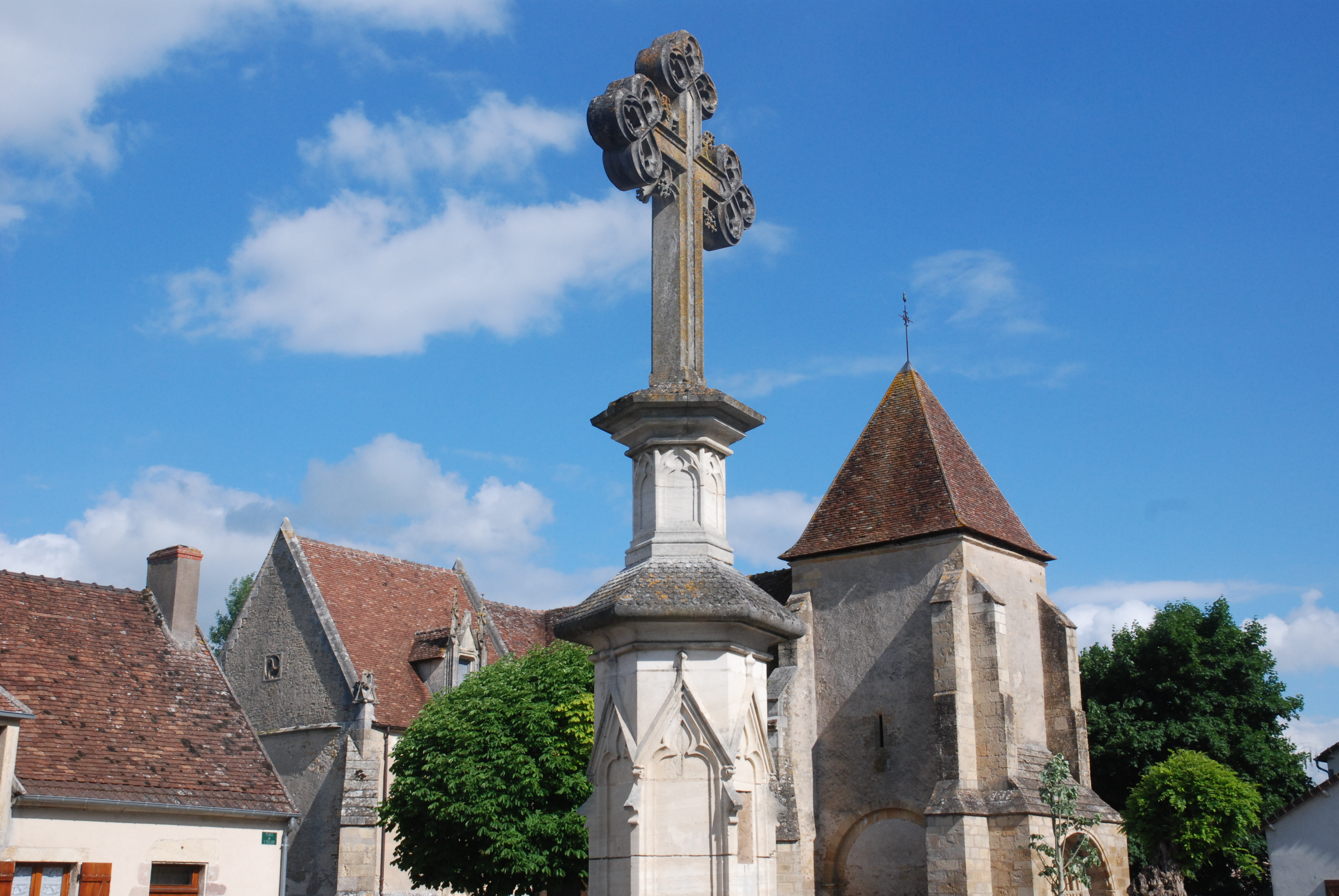
Monumentalkreuz und Kirche Saint-Martin
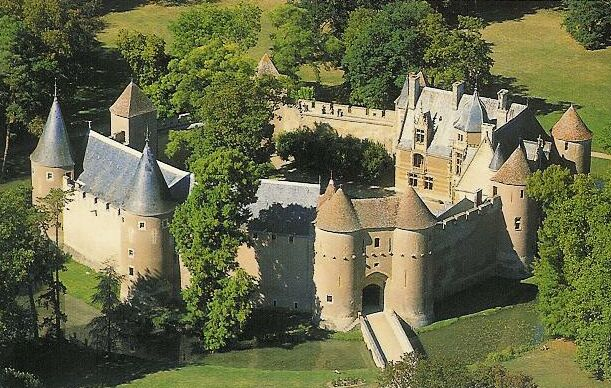
Schloss Ainay-le-Vieil